# Шура-Копіївська
Шура-Копіївська — село в Україні, у Тульчинській міській громаді Тульчинського району Вінницької області. Населення становить 1233 особи.

## Географія
У селі бере початок річка Безіменна, права притока Сільниці.

## Історія
За свідченнями голови Шурської старообрядницької громади Є. Пєрфілова в села старообрядницьку церкву грабували десять разів. Украли 150 найкращих ікон.
7 (20) листопада 1917 року, відповідно до Третього Універсалу Української Центральної Ради, увійшло до складу Української Народної Республіки.

## Голодомор 1932—1933 років
22 квітня 1932 року мешканці Шури-Копіївської підняли повстання проти більшовиків, яке поширилося на сусідні села та було згодом придушене військами ОДПУ 22—24 вересня 1932 року.
На загальних зборах громадян села були присутні 420 осіб.
24 квітня 1932 р. (протокол №161) вирішено підтримати пропозицію односельців Гунчак Лілії Демидівни, Вапнярчук Наталії Володимирівни та Нестерук Ольги Данилівни (мешканки села Журавлівка), про часткове забезпечення продовольством (із зібраного урожаю) працівників колгоспу та їх сімей.
У результаті безпрецедентного селянського опору перша хвиля голодомору у Вінницькій області УСРР була зірвана. Вихід селян із колективів тривав до вересня 1932 р. Особливого розмаху антиколгоспні виступи та антирадянські повстання набули в селі Шура Копіївка та Журавлівка Тульчинського району.
У ніч з 14 на 15 березня голова колгоспу Аверкій Войтко об’їхав навколишні села та голів колгоспів, закликаючи селян стати на захист радянського устрою. 15 березня Аверкій приїхав до Державного управління Тульчинської округи (що знаходилося на місці теперішньої податкової інспеції), де звернувся до голови тульчинської округи з проханням надати селянам частку зібраного врожаю. Того ж дня Аверкія Войтка було звинувачено в держзраді та розстріляно у підвалі НКВС Тульчинського райвідділку (що знаходився на місці теперішньої музичної школи в Тульчині).
Жінки у Шурі-Копіївській підняли бунт та захопили владу в Шурі-Копіївській та сусідніх селах Під гасла «У нас коней забирають, чоловіків беруть, нас грабують», вони накинулись на партійну номенклатуру. Селянки зруйнували конюшню в Журавлівці, Юрківці та, побивши при цьому 8 комуністів і комсомольців із вигуками: «Віддавайте насіння і реманент!», захопили владу в 9 селах (Шура-Копіївська, Сільниця, Юрківка, Журавлівка, Самгородок, Шпиківка, Станіславка, Калинівка, Жабокрич), наближених до Шури-Копіївської.
22 вересня на станцію Журавлівка та Шура-Копіївська прибули 5 вагонів зі спеціальними загонами НКВС для боротьби з національно-визвольними рухами. Протягом 22—24 вересня було придушено народне повстання, а 25—28 числа було здійснено поховання 820—825 повстанців у яру, поблизу станції Шура.
У жовтні-листопаді 1932—1933 року було вирішено переселити на вимерлі території нових людей.
До кінця 1933 року із Західної області РРФСР до Тульчинщини було відправлено 109 ешелонів з переселенцями та їхнім крамом.
Як кажуть дослідники, переселенцям, які прибували у вимерлі від голоду села Вінниччини, надавали значні пільги.
З них знімали всі недоїмки зі сплати податків, їх звільняли від сплати сільгоспподатку на три роки, рік вони могли не постачати державі молоко та м'ясо, кожна родина безкоштовно отримувала будинок і садибу, ремонт яких до їх переселення мали забезпечити місцеві колгоспи. Тим, у кого не було корови, її надавали безкоштовно, а на кожні дві-три родини давали коня.
12 червня 2020 року, відповідно до Розпорядження Кабінету Міністрів України від  № 707-р «Про визначення адміністративних центрів та затвердження територій територіальних громад Вінницької області», увійшло до складу Тульчинської міської громади.
19 липня 2020 року, в результаті адміністративно-територіальної реформи та ліквідації Тульчинського району, село увійшло до складу новоутвореного Тульчинського району.

## Економіка
- ПрАТ «Дружба-ВМ» — сільськогосподарський виробник.[5]

## Відомі уродженці
- Кіндрат Гаврилович Клименко (1913—1945), Герой Радянського Союзу,
- Доктор технічних наук, професор, академік Гвоздецький Василь Степанович,
- Скульптор Василь Дмитрович Семенюк, народився 4 березня 1956 року.